# José Garibi Rivera
José Garibi Rivera (ur. 30 stycznia 1889 w Guadalajarze, zm. 27 maja 1972 tamże) – meksykański duchowny rzymskokatolicki, biskup pomocniczy Guadalajary w latach 1930–1934, biskup koadiutor Guadalajary w latach 1934–1936, arcybiskup metropolita Guadalajary w latach 1936–1969, kardynał od 1958.

## Życiorys
Święcenia kapłańskie przyjął 25 lutego 1912 w Guadalajarze z rąk José de Jesúsa Ortíza y Rodrígueza, arcybiskupa Guadalajary. Był wykładowcą filozofii, teologii pastoralnej i historii Kościoła w seminarium duchownym w Guadalajarze.
16 grudnia 1929 otrzymał nominację na funkcję biskupa pomocniczego Guadalajary i biskupa tytularnego Roso. Sakrę biskupią przyjął 7 maja 1930 w archikatedrze metropolitalnej w Guadalajarze z rąk abp. Francisca Orozca y Jiméneza, arcybiskupa Guadalajary. 22 grudnia 1934 został mianowany arcybiskupem tytularnym Bizii i biskupem koadiutorem arcybiskupa Guadalajary z prawem następstwa. 18 lutego 1936 przejął pełnoprawne obowiązki arcybiskupa metropolity Guadalajary. 13 maja 1948 został mianowany asystentem Papieskiego Tronu. Był przewodniczącym Konferencji Episkopatu Meksyku. Na konsystorzu 15 grudnia 1958 papież Jan XXIII wyniósł go (jako pierwszego Meksykanina) do godności kardynalskiej z tytułem kardynała prezbitera S. Onofrio. Brał udział w obradach soboru watykańskiego II w latach 1962–1965. W 1963 był uczestnikiem konklawe, na którym wybrano na papieża Pawła VI. 1 marca 1969 roku złożył rezygnację z pasterskiego zarządzania archidiecezją Guadalajara.
Zmarł 27 maja 1972 w Guadalajarze. Pochowano go 30 maja 1972 w archikatedrze metropolitalnej w Guadalajarze.